# Medienvielfalt
Medienvielfalt ist ein wesentliches Merkmal demokratischer Gesellschaften und bezieht sich auf die Vielfalt und Pluralität der Medieninhalte und -formate, die in einem Land verfügbar sind. Neben dieser Angebotsvielfalt umfasst Medienvielfalt auch die Anbietervielfalt, also möglichst viele voneinander unabhängige Anbieter von Medieninhalten. Medienvielfalt gilt als Schlüssel zur Förderung der Meinungsvielfalt und damit als Grundlage der demokratischen Willensbildung. Sie ermöglicht es den Bürgerinnen und Bürgern, aus einer breiten Palette von Informationen und Ansichten eine eigene Meinung zu bilden und ist für eine informierte Öffentlichkeit unerlässlich.
Die Medienvielfalt in Deutschland wird durch eine Mischung aus öffentlich-rechtlichen und privaten Medienunternehmen gewährleistet, die sowohl auf nationaler als auch auf regionaler Ebene operieren.
Medienkonzentration schränkt die Medienvielfalt ein. Betroffen sein kann hiervon sowohl die Angebotsseite als auch die Anbieterseite. Große Medienkonzerne können über die von ihnen verantworteten Medienangebote einen unverhältnismäßig großen Einfluss auf die Informationsverbreitung und somit die öffentliche Meinungsbildung erlangen. Um dies zu verhindern, gibt es in Deutschland medienvielfaltssichernde gesetzliche Regelungen, insbesondere die medienkonzentrationsrechtlichen Vorschriften im Medienstaatsvertrag. Mit deren Umsetzung betraute Institutionen sind die Landesmedienanstalten und deren Kommission zur Ermittlung der Konzentration im Medienbereich. Ziel ist es, die Medienvielfalt zu schützen und zu fördern. Es soll sichergestellt werden, dass eine Vielzahl von Stimmen gehört wird und dass kein einzelner Anbieter eine dominierende Position einnimmt. Einen Überblick über die im Medienbereich bestehenden Inhaber- und Beteiligungsverhältnisse gibt die Mediendatenbank der KEK.
Der Medienvielfaltsmonitor ist ein Instrument, das von den Medienanstalten eingesetzt wird, um die Meinungsmacht und die Medienvielfalt in Deutschland abzubilden. Es bietet einen Überblick über die quantitative Meinungsmacht der Medienkonzerne und hilft dabei, die Vielfalt der Medienangebote zu bewerten.
Das Internet bietet Zugang zu einer nahezu unbegrenzten Anzahl von Informationsquellen, Blogs, Podcasts und anderen digitalen Formaten. Dies ermöglicht den Nutzern, ihre Medieninhalte individuell zusammenzustellen. Soziale Medien ebenso wie Benutzeroberflächen und Medienplattformen spielen als potenzielle Gatekeeper eine zunehmend wichtige Rolle bei der Verbreitung von Informationen und Meinungen und tragen zur Diversifizierung der Medienlandschaft bei. Allerdings bergen ihre Algorithmen und Empfehlungssysteme auch Risiken für die durch Bürgerinnen und Bürger tatsächlich wahrgenommene Medienvielfalt. Daher unterliegen Medienintermediäre wie Suchmaschinen, Soziale Medien und Videoportale ebenso wie Medienplattformen und Benutzeroberflächen bestimmten Transparenzpflichten und Diskriminierungsverboten.